# 白石越河テレビ中継局
白石越河テレビ中継局（しろいしこすごうテレビちゅうけいきょく）は、宮城県白石市に置かれているテレビ中継局。

## 所在地
- 白石市越河五賀字上八幡（JR東北本線越河駅南方・国道4号沿い）。福島県伊達郡国見町の一部地区でも当局の電波を直接受信可能。

## 中継局概要

### 地上デジタル放送
| リモコンキーID | 放送局名          | 物理チャンネル | 空中線電力 | ERP  | 放送対象地域 | 放送区域内世帯数 | 偏波面   | 開局日        |
| -------------- | ----------------- | -------------- | ---------- | ---- | ------------ | ---------------- | -------- | ------------- |
| 1              | TBC東北放送       | 44ch           | 300mW      | 1.7W | 宮城県       | 約900世帯        | 水平偏波 | 2008年11月7日 |
| 2              | NHK仙台教育テレビ | 40ch           | 300mW      | 1.7W | 全国         | 約900世帯        | 水平偏波 | 2008年11月7日 |
| 3              | NHK仙台総合テレビ | 42ch           | 300mW      | 1.7W | 宮城県       | 約900世帯        | 水平偏波 | 2008年11月7日 |
| 4              | MMT宮城テレビ放送 | 48ch           | 300mW      | 1.7W | 宮城県       | 約900世帯        | 水平偏波 | 2008年11月7日 |
| 5              | KHB東日本放送     | 51ch           | 300mW      | 1.7W | 宮城県       | 約900世帯        | 水平偏波 | 2008年11月7日 |
| 8              | OX仙台放送        | 46ch           | 300mW      | 1.7W | 宮城県       | 約900世帯        | 水平偏波 | 2008年11月7日 |

### 地上アナログ放送
| 放送局名          | チャンネル | 空中線電力       | ERP                | 放送対象地域 | 放送区域内世帯数 |
| NHK仙台教育テレビ | 50ch       | 映像1W 音声250mW | 映像9.1W /音声2.3W | 全国         | 336世帯          |
| NHK仙台総合テレビ | 54ch       | 映像1W 音声250mW | 映像9.1W /音声2.3W | 宮城県       | 336世帯          |
| TBC東北放送       | 56ch       | 映像1W 音声250mW | 映像9.1W /音声2.3W | 宮城県       | 336世帯          |
| OX仙台放送        | 58ch       | 映像1W 音声250mW | 映像9.1W /音声2.3W | 宮城県       | 336世帯          |
| MMT宮城テレビ放送 | 60ch       | 映像1W 音声250mW | 映像9.1W /音声2.3W | 宮城県       | 336世帯          |

- 当初、全国一斉の2011年7月24日で廃局となる予定だったが、同年3月11日に発生した東北地方太平洋沖地震（東日本大震災）の影響により、アナログ波停波が、2012年3月31日まで延期された。
- デジタル中継局が国道4号線側にあるのに対して、アナログ中継局（廃局）は、越河駅の西側の山手の中腹に設置されていた。アナログ時代、エリア末端部まで、十分な電波が届かず、県境付近の世帯は福島県エリアの放送を受信せざるを得なかった。デジタル中継局設置に伴い、中継施設を国道4号線沿いの水田地帯へ変更し、出力増力及び末端部まで放送サービスエリアが届く様に改善され、アナログ時代と比較してサービスエリア内での受信世帯は、2.6倍以上に増えた。
- KHBにはチャンネルが割り当てられていなかった。